# Daniel Urbański
Daniel Urbański (ur. 26 października 1984 w Przecławiu) – polski bokser wagi średniej klubu sportowego Sztorm Szczecin, mistrz polski juniorów. 14 marca 2009 roku przegrał na punkty walkę o młodzieżowe mistrzostwo świata IBF wagi średniej z Dominikiem Britschem. Jego rekord to 16 zwycięstw i 5 porażek i 3 remisy.
W sierpniu 2009 roku Urbański zwyciężył niepokonanego wtedy Szweda Karlo Tabaghuę i zdobył tytuł Mistrza Polski oraz Młodzieżowego Mistrza Świata wagi junior średniej.

## Kariera zawodowa
29 czerwca 2013 w Amfiteatrze w Ostródzie po sześciu rundach przegrał jednogłośnie na punkty 54:60, 54:60 i 54:60 z Maciejem Sulęckim (14-0-0).
28 czerwca 2014 na gali Wojak Boxing Night w Rzeszowie przegrał jednogłośnie na punkty 54:60, 55:59 i 55:60 z Andrzejem Sołdrą (21-17-3, 5 KO).